# Station Rosenheim
Station Rosenheim is een spoorwegstation in de Duitse plaats Rosenheim. Het station behoort tot de Duitse stationscategorie 2. Het station werd in 1876 geopend. 

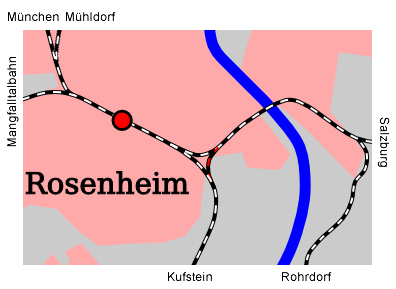
Kaartje spoorlijnen te Rosenheim. De blauwe streep stelt de Inn voor.

Het station ligt aan :
- De spoorlijn München - Rosenheim
- de spoorlijn Holzkirchen - Rosenheim (Mangfalltalbahn)
- de spoorlijn Rosenheim - Salzburg
- de spoorlijn Rosenheim - Kufstein
- een 62 km lange lokaalspoorlijn via Wasserburg am Inn naar  Mühldorf.
- een kleine goederenspoorlijn naar Rohrdorf (am Inn), ten behoeve van de cementfabriek in die plaats. In de periode van de Wiesn, het herfstfeest van Rosenheim, rijden hier incidenteel  ook kleine passagierstreinen.
- Zie ook : Rosenheimer Kurve.